# Free-to-play
Free-to-play (F2P або FtP) відеоігри, також відомі як free-to-start, — це ігри, які надають гравцям безкоштовний доступ до значної частини їх вмісту. Безкоштовна гра може бути протиставлена платній грі, в якій потрібно заплатити до початку її використання.
Існує кілька видів бізнес-моделей F2P. Найпоширеніша заснована на моделі програмного забезпечення фриміум. Такі безкоштовні ігри зазвичай не є повністю безкоштовними. Користувачам фриміум-ігор надається доступ до повністю функціональної гри, проте їх спонукають сплачувати мікроплатежі для доступу до додаткового (часто набагато більшого) вмісту, щоб не витрачати багато часу на його розблокування. Інший метод отримання прибутку — інтеграція реклами в гру.
Ця модель набула широкого використання в ранніх масових багатокористувацьких онлайн-іграх, спрямованих на випадкових геймерів, перш ніж отримала суттєве поширення серед ігор, випущених великими видавцями відеоігор з метою протидії піратству відеоігор та високим системним вимогам.

## Категорії
Існує кілька видів безкоштовних ігор:
- Shareware — випробування часткової функціональності, яке має на меті переконати користувачів придбати повну ліцензію гри. Також відома як ігрова демонстрація, коли умовно-безкоштовне програмне забезпечення дає безкоштовним користувачам сильно обмежений функціонал порівняно з повною грою.
- Фриміум-ігри, такі як Star Wars: The Old Republic, Apex Legends, Fortnite Battle Royale та більшість ігор MOBA, пропонують «повну версію» продукту безкоштовно, а користувачі платять мікроплатежі за доступ до функцій преміум-класу та віртуальні товари, часто нарізно[2][3][4][5].

## Ігрова механіка
Ігрові предмети можуть використовуватися з косметичною метою або підвищувати потужність гравця, прискорювати його розвиток та для багато чого. Поширена техніка, яка використовується розробниками цих ігор, — для придбаних предметів або сервісів, надається обмежений час доступу; після закінчення терміну дії товар повинен бути викуплений, перш ніж користувач може продовжити. Ще одна поширена механіка — це використання двох ігрових валют: одну можна заробити у звичайному ігровому процесі, а іншу можна придбати за реальні гроші. Друга, «преміальна» валюта, іноді видається невеликими сумами гравцям, які не платять гроші, у певний час, наприклад, коли вони вперше розпочинають гру, виконують квест або запрошують до гри друга. У багатьох браузерних іграх є «енергетична панель», яка вичерпується, коли гравець здійснює дії. Для поповнення панелі, ці ігри потім продають предмети, такі як кава або закуски.
Free-to-play ігри можна безкоштовно встановлювати та грати в них, але, як тільки гравець заходить у гру, то може придбати вміст, такий як предмети, карти та розширені параметри налаштування. У деяких іграх, таких як Quake Live від id Software, також використовується реклама в іграх, щоб забезпечити прибуток від безкоштовних ігор. Розробник ігор EA, окрім того, що робить можливим придбання ігрових предметів, на додачу інтегрує рекламу у свої ігри. У серпні 2007 року EA уклала угоду з Massive Incorporated, яка дозволяє Massive оновлювати та змінювати рекламу в іграх в режимі реального часу для ігор EA. Незалежний ігровий розробник Едмунд Макміллен заявив, що він заробляє більшу частину своїх грошей від спонсорів, розміщуючи рекламу у вступній частині гри та на титульному екрані гри.

## Історія
У 1997 році Мет Міхалі створив першу відому бізнес-модель обміну віртуальних товарів на гроші в онлайн-грі, в 1997 році для гри Achaea, Dreams of Divine Lands, яка розповсюджувалася його корпорацією, спочатку ТОВ «Achaea», яка згодом стала Iron Realms Entertainment. Пізніше була реалізована бізнес-модель F2P в онлайн-іграх компанії Nexon Corporation у Південній Кореї, яка вперше привернула до себе значну увагу засобів масової інформації. Перша гра Nexon's QuizQuiz, в який використовувалася така модель, була випущена в жовтні 1999 року. ЇЇ автор Лі Сенгчан мав продовжити працювати над MapleStory.